# Emiliano Amor
Emiliano Javier Amor (Buenos Aires, 16 de maio de 1995), conhecido por Emiliano Amor, é um futebolista argentino que joga como zagueiro. Atualmente joga pelo Sporting Kansas City.

## Carreira
Amor começou a sua carreira nas categorias de base do Vélez Sársfield. Foi incorporado ao time profissional pelo treinador José Oscar Flores. Estreou oficialmente em 28 de novembro de 2014, na vitória por 2 a o sobre o Defensa y Justicia.

## Estatísticas
Até 2 de maio de 2015.

### Clubes
| Clube             | Temporada         | Campeonato nacional | Campeonato nacional | Campeonato nacional | Copa nacional[a] | Copa nacional[a] | Copa nacional[a] | Competições continentais[b] | Competições continentais[b] | Competições continentais[b] | Outros torneios[c] | Outros torneios[c] | Outros torneios[c] | Total | Total | Total   |
| Clube             | Temporada         | Jogos               | Gols                | Assist.             | Jogos            | Gols             | Assist.          | Jogos                       | Gols                        | Assist.                     | Jogos              | Gols               | Assist.            | Jogos | Gols  | Assist. |
| ----------------- | ----------------- | ------------------- | ------------------- | ------------------- | ---------------- | ---------------- | ---------------- | --------------------------- | --------------------------- | --------------------------- | ------------------ | ------------------ | ------------------ | ----- | ----- | ------- |
| Vélez Sársfield   | 2013–14           | 0                   | 0                   | 0                   | —                | —                | —                | —                           | —                           | —                           | —                  | —                  | —                  | 0     | 0     | 0       |
| Vélez Sársfield   | 2014              | 2                   | 0                   | 0                   | —                | —                | —                | —                           | —                           | —                           | —                  | —                  | —                  | 2     | 0     | 0       |
| Vélez Sársfield   | 2015              | 9                   | 2                   | 0                   | 1                | 0                | 0                | —                           | —                           | —                           | 2                  | 0                  | 0                  | 12    | 2     | 0       |
| Vélez Sársfield   | Total             | 11                  | 2                   | 0                   | 1                | 0                | 0                | 0                           | 0                           | 0                           | 2                  | 0                  | 0                  | 14    | 2     | 0       |
| Total na carreira | Total na carreira | 11                  | 2                   | 0                   | 1                | 0                | 0                | 0                           | 0                           | 0                           | 2                  | 0                  | 0                  | 14    | 2     | 0       |

- a. ^ Jogos da Copa Argentina
- b. ^ Jogos da Copa Libertadores da América
- c. ^ Jogos da Copa Ciudad de Mar del Plata